# Idaea hanhami
Idaea hanhami là một loài bướm đêm trong họ Geometridae.